# USS LST-795
O USS LST-795 foi um navio de guerra norte-americano da classe LST que operou durante a Segunda Guerra Mundial.